# Principio di località
In fisica, il principio di località afferma che oggetti distanti non possono avere influenza istantanea l'uno sull'altro: un oggetto è influenzato direttamente solo dalle sue immediate vicinanze. A proposito di tale principio, Albert Einstein affermò quanto segue:
(Albert Einstein, Quanten-Mechanik und Wirklichkeit, Dialectica 2:320-324, 1948)

## Realismo locale
Il realismo locale è la combinazione del principio di località con l'assunto realistico che tutti gli oggetti debbano oggettivamente possedere dei valori preesistenti per ogni possibile misurazione prima che queste misurazioni vengano effettuate. Ad Einstein piaceva dire che la Luna è lassù anche quando nessuno la sta osservando.
Il realismo nel senso usato dai fisici non si pone direttamente sullo stesso piano del realismo in metafisica: quest'ultimo è la pretesa che esista in qualche senso un mondo indipendente dalla nostra mente, a priori. Sebbene i risultati di una possibile misura non esistano prima della stessa, ciò non significa che questi siano la creazione dell'osservatore (come nell'interpretazione della meccanica quantistica secondo la coscienza causa del collasso). Inoltre, una proprietà mente-indipendente non deve essere il valore di qualche variabile fisica, come la posizione o la quantità di moto. Una proprietà può essere disposizionale, cioè può essere una tendenza, allo stesso modo per cui gli oggetti di vetro tendono a rompersi, o sono predisposti a rompersi, sebbene non si rompano effettivamente. Parimenti, le proprietà mente-indipendenti di sistemi quantici potrebbero consistere in una tendenza a rispondere a certe misurazioni con certi valori, con una qualche probabilità. Una tale ontologia sarebbe metafisicamente realistica senza essere realistica nel senso fisico di realismo locale (che richiederebbe che un valore singolo sia prodotto con certezza).
Il realismo locale è una caratteristica di rilievo della meccanica classica, della relatività generale e della teoria di Maxwell, ma la meccanica quantistica rifiuta largamente questo principio a causa della presenza di entanglement quantistici, la maggior parte chiaramente dimostrati dal paradosso EPR e quantificati dalle disuguaglianze di Bell. Qualsiasi teoria, come la meccanica quantistica, che vìola le diseguaglianze di Bell deve rinunciare al realismo locale o determinatezza controfattuale. Interpretazioni della meccanica quantistica differenti rifiutano differenti parti del realismo locale e/o determinatezza controfattuale.
Nella maggior parte delle interpretazioni convenzionali (quale quella di  Copenaghen e quella basata sulle storie consistenti) in cui si assume che la funzione d'onda non abbia un'interpretazione fisica diretta, è il realismo ad essere rifiutato. Le reali proprietà definite di un sistema fisico quantistico "non esistono" prima della misura e la funzione d'onda viene interpretata come niente altro che uno strumento matematico utilizzato per calcolare le probabilità dei risultati sperimentali, unico oggetto di cui la scienza, in accordo con il positivismo filosofico, dovrebbe discutere.

## Esperimenti
Un esperimento condotto nel 2015 da ricercatori guidati da Bas Hensen del Kavli Institute of Nanoscience di Delft, nei Paesi Bassi e l'esecuzione del Big Bell Test scaturito da una collaborazione internazionale nel 2018, hanno fugato ogni dubbio sull'esistenza dei cosiddetti loophole, scappatoie teoriche che in presenza di fenomeni di Correlazione quantistica ancora potevano giustificare l'esistenza seppur minima del realismo locale.